# Liste der Kulturdenkmäler in Offenheim
In der Liste der Kulturdenkmäler in Offenheim sind alle Kulturdenkmäler der rheinland-pfälzischen Ortsgemeinde Offenheim aufgeführt. Grundlage ist die Denkmalliste des Landes Rheinland-Pfalz (Stand: 25. März 2025).

## Einzeldenkmäler
| Bezeichnung                   | Lage                                                   | Baujahr                            | Beschreibung | Bild            |
| ----------------------------- | ------------------------------------------------------ | ---------------------------------- | --- | --------------- |
| Schulhaus                     | Bechenheimer Straße 4 Lage                             | 1897                               | ehemalige Schule; spätklassizistischer Sandsteinquaderbau, 1897; Schulhof mit alten Bäumen und Garten samt Mauer | Fotos hochladen |
| Wohnhaus                      | Obergasse 17 Lage                                      | Mitte des 18. Jahrhunderts         | barockes Wohnhaus, Mitte des 18. Jahrhunderts | Fotos hochladen |
| Wohnhaus                      | Untere Schäfergasse 1 Lage                             | um 1700                            | spätbarockes Wohnhaus, vermutlich um 1700, Obergeschoss mit Schmuckfachwerk | BW              |
| Katholische Kirche St. Martin | Untergasse 5 Lage                                      | 1756                               | spätbarocker Saalbau, 1756; mit Ausstattung; kleine ehemalige katholische Schule, 18. Jahrhundert, jetzt Sakristei | BW              |
| Hofanlage                     | Untergasse 6 Lage                                      | 18. Jahrhundert                    | Hofanlage, 18. Jahrhundert; Bruchsteinscheune mit Schildgiebeln, angeblich bezeichnet 1739; Hofmauer mit spätbarockem Rundbogenportal, Spolien von Renaissancegewänden | BW              |
| Portal                        | Untergasse, an Nr. 8 Lage                              | 1767                               | zugesetztes barockes Oberlichtportal, bezeichnet 1767 | BW              |
| Inschrifttafeln               | Untergasse, an Nr. 11 Lage                             | erste Hälfte des 17. Jahrhunderts  | zwei Inschrifttafeln, erste Hälfte des 17. Jahrhunderts | Fotos hochladen |
| Evangelisches Gemeindehaus    | Untergasse, zu Nr. 13 Lage                             | 1717                               | ehemalige Pfarrscheune; eingeschossiger Putzbau mit Fachwerkgiebel, bezeichnet 1717 | BW              |
| Evangelische Pfarrkirche      | Untergasse 28 Lage                                     | Ende des 13. Jahrhunderts          | gotischer Bruchsteinturm, Ende des 13. Jahrhunderts, Obergeschosse, Helm und Langhaus barock, bezeichnet 1765, Wiederaufbau 1948 | Fotos hochladen |
| Grabmäler                     | Untergasse, bei Nr. 28 auf dem Friedhof Lage           | spätes 19. und 20. Jahrhundert     | nördlich der Kirche: Grabsteine des späten 19. und 20. Jahrhunderts; - neu zusammengestellte Gruppe: Grabmal Georg Heininger († 1887), Stele mit vegetabilischem Giebelaufsatz; Grabmal Friedrich Knobloch († 1893), aufwändig reliefierter Obelisk; Grabmal Margarethe Weber, geb. Claus († 1885), neugostische Ädikula; Grabmal Johann Knopf († 1888), Stele mit Ecksäulen; Grabmal Christina Kopf († 1895), klassizierenden Pilasterädikula; - nördlich davon: Ruhestätte Familie Johann Lawall, unter anderem Magdalena Lawall († 1909), Marmorstele mit Reliefs und schwebenden Engeln aus weißem Kunststein, Einfriedung; Grabmal Wilhelm Weber II. († 1906), Eichenstumpf über Felssockel; Grabmal Eheleute Valentin und Elisabetha Knobloch († 1916 bzw. 1903), Sandsteinädikula mit Säulen, Einfriedung mit Gusseisenbalustern und Kette; - an der Friedhofsmauer: zwei Sandsteintafeln des späten 19. Jahrhunderts mit Engel, Feston und Draperie (Eheleute Konrad Sauer) bzw. Rose und Feston (Familie Huber); Ruhestätte Familie Wilhelm Hahn, unter anderem Nina Hahn († 1910), Galvanoplastik des segnenden Christus nach Bertel Thorvaldsen, Einfriedung aus Pfeilern mit Kette; Grabmal Familie Fritz Weber († 1916), bogenförmige Stele mit Bildnis des im Krieg Gefallenen; Eiserne Kreuze für Heinrich bzw. Georg Huber | Fotos hochladen |
| Kriegerdenkmal                | Untergasse, vor Nr. 28 Lage                            | um 1930                            | vor dem Turm: Kriegerdenkmal 1914/18, hoher Muschelkalkpfeiler, nach 1945 ergänzt | Fotos hochladen |
| Wohnhaus                      | Untergasse 36 Lage                                     | spätes 17. Jahrhundert             | Wohnhaus des späten 17. Jahrhunderts; Fachwerkobergeschoss mit Zwillingsfenstern; barocker Torbogen | BW              |
| Flurkreuz                     | nördlich des Ortes an der K 9; Flur Auf dem Kreuz Lage | 14. oder 15. Jahrhundert           | stark eingesunkenes Sandsteinkreuz, möglicherweise aus dem 14. oder 15. Jahrhundert | Fotos hochladen |
| Ebersfelder Hof               | südwestlich des Ortes Lage                             | zweite Hälfte des 18. Jahrhunderts | Hofanlage; zwei Wohnhäuser: Krüppelwalmdachbau, bezeichnet 1774; südlich etwas höherer Putzbau, Oberlichtportal bezeichnet 1800; im Norden angrenzend eingeschossiges Gebäude des Spätbarocks; Nordflügel mit Stallgebäude und Wirtschaftsteil; im Nordwesten ehemaliger Pferdestall; große Scheune im Westen; Südabschluss mit offener Remise, davor Birnenmühle (Göpel) zur Essigproduktion; von Bruchsteinmauern umgebener Garten; südlich zwei Erdkeller: sogenannter Hessischer Keller, bezeichnet 1840, und sogenannter Bayerischer Keller | BW              |